# 寄せ場
寄せ場（よせば）とは、日本において日雇い労働の求人業者と求職者が多数集まる場所のこと。寄り場ともいう。また、ヤクザの用いる隠語では刑務所のことを指す。
なお、英語のhiring sitesの訳語に「寄せ場」が使われることがあるが、便宜的な訳とされ、hiring sitesは小規模であるなど違いがある。

## 概要
江戸時代に幕府が江戸石川島などに設けた無宿者・犯罪者の収容所である人足寄場がその語源である。
建設業やかつての港湾における労働は、天候や工事の進捗状況、港に入る船の数などによって必要とする労働力が変動するため、自社雇用で労働者を抱えることは最低限しかせず、早朝にその日必要とする労働力を確保し現場に送り届けることで需給の調整を図っていた。現場業者から求人を請け負った手配師たちが、繁華街やスラム街など、その日の職に困っている者の多そうなところに求人に出向き、逆に職を求める者たちも手配師が多く来るところに集うようになって、大都市部のいくつかの場所では日雇労働市場である「寄せ場」が形成されていった。
寄せ場が拡大・集約するにつれ、早朝から寄せ場に出向く人や定住所を持たない人が利用する簡易宿所や、労働者のその日の日当を目当てにした飲食店や賭博場も立ち並ぶこととなり、日本のいくつかの場所では、ドヤ街と呼ばれる日雇労働者の街が寄せ場の周辺に形成されている。
大阪、東京等にある大きな寄せ場においては、秩序ある求人求職がなされるよう、行政の外郭団体が調整・監視を行なっている。また、不安定な生活をおくる日雇労働者のための医療や福祉の支援も行なっている。学生運動の流れを汲む団体が労働組合を結成し、暴力団関係者も多い手配師やその元締めと交渉して、日当の統一単価を呑ませていた時期もある。

## 現況

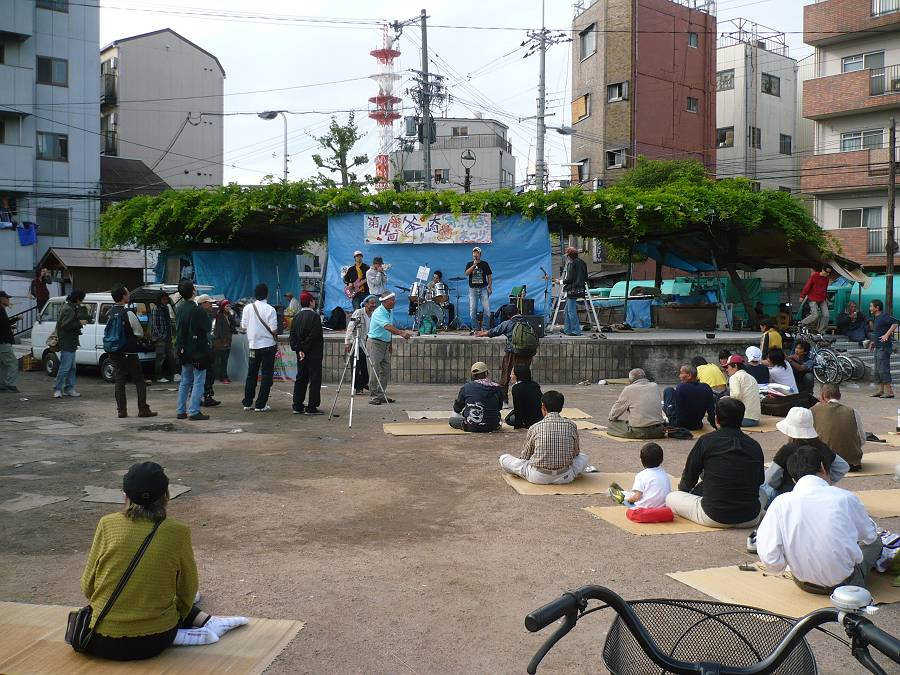
あいりん地区の寄せ場の祭り。「寄ってき」まつり

建設・港湾での機械化が進むにつれ、現場での単純労務の需要は減少している。労働組合のせいで単価の上がった寄せ場を嫌い、離れた場所で派遣用の飯場を経営して、スポーツ紙などで求人をし多数の労働者を囲い込む業者が出現したことも、寄せ場への求人を減少させる要因となった。
高度経済成長期の建設ラッシュでは多数の労働者の供給所として拡大を続けていた寄せ場は、労働者の高齢化とともに職にありつけず簡易宿所を利用できない失業者が増加し、ホームレスを輩出する根源のひとつとなった。人口の多い東京よりも大阪のほうがホームレスの人数が多いのは、日本最大の寄せ場であるあいりん地区を有しているからだとも言われている。
従来より仕事にあぶれた者への対策としては、雇用保険の他、一部の寄せ場で行政によりパン券・ドヤ券の配布や少額貸付がされたりしていたがとうてい対処しきれなくなっており、簡易宿所における生活保護の実施がされているところもある。
また、救世軍などの慈善団体、労働団体による炊き出しや凍死防止のための夜回りなどの支援も常態化している。

## 日本三大寄せ場
- 大阪 - 釜ヶ崎（あいりん地区）大阪市西成区 日本最大の寄せ場
- 東京 - 山谷   台東区、荒川区
- 横浜 - 寿町  横浜市中区

## 関連文献
- 日本寄せ場学会年報『寄せ場』